# Сауайо де Морелос
Сауайо де Морелос (на испански: Sahuayo de Morelos) е град в щата Мичоакан, централно Мексико. Населението му е около 59 000 души (2005).
Разположен е на 1 561 метра надморска височина в Трансмексиканския вулканичен пояс, на 12 километра югоизточно от езерото Чапала и на 95 километра югоизточно от центъра на Гуадалахара. Селището е основано през 1530 година, в хода на завоюването на Мексико от испанците. През 20-те години на XX век е един от центровете на въстанието Кристеро.

## Известни личности
Родени в Сауайо де Морелос
- Лилия Прадо (1928-2006), актриса